# Salcha, Alaska
Salcha, Alaska (енгл. Salcha) насељено је место без административног статуса у америчкој савезној држави Аљаска.

## Демографија
По попису из 2010. године број становника је 1.095, што је 241 (28,2%) становника више него 2000. године.
| Група             | 2000.       | 2010.       |
| Белци             | 740 (86,7%) | 955 (87,2%) |
| Афроамериканци    | 14 (1,6%)   | 9 (0,8%)    |
| Азијати           | 8 (0,9%)    | 15 (1,4%)   |
| Хиспаноамериканци | 24 (2,8%)   | 36 (3,3%)   |
| Укупно            | 854         | 1.095       |